# جيمي إيرل
جيمي إيرل (بالإنجليزية: Jimmy Earl) هو عازف جاز وملحن أمريكي، ولد في 1957 في بوسطن في الولايات المتحدة.

## وصلات خارجية
- جيمي إيرل على موقع ميوزك برينز (الإنجليزية)
- جيمي إيرل على موقع أول ميوزيك (الإنجليزية)
- جيمي إيرل على موقع ديسكوغز (الإنجليزية)